# Béla Vihar

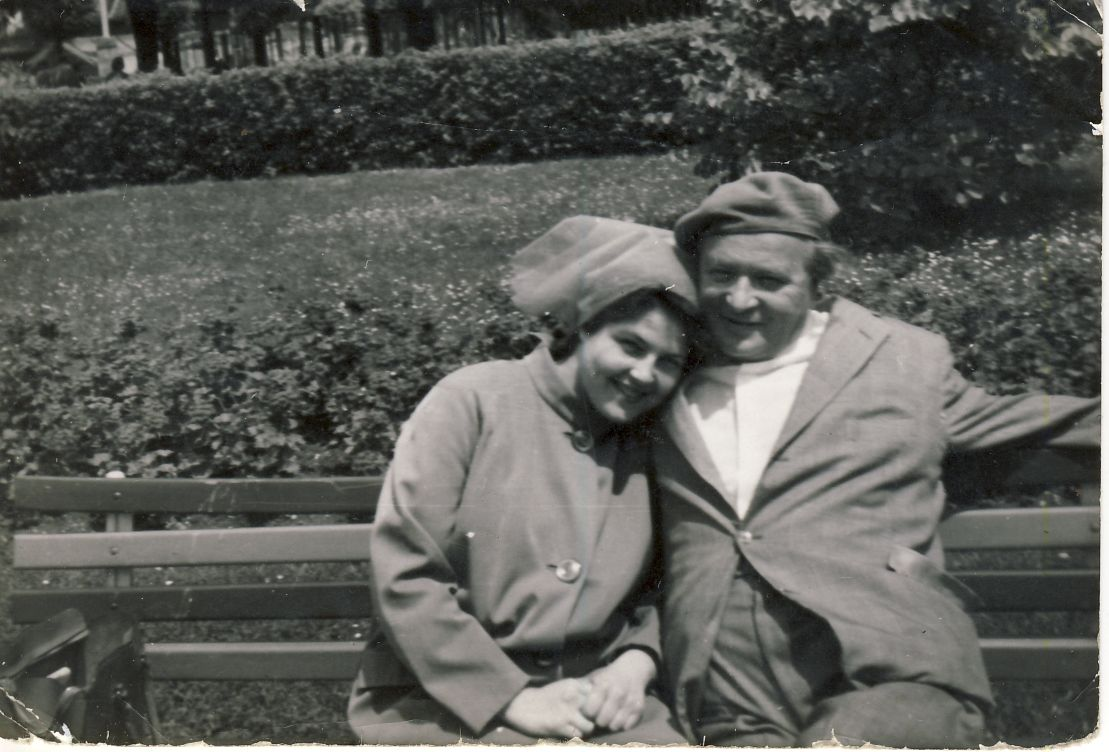
Béla Vihar mit seiner Tochter, Professorin Judit Vihar, im Jahre 1965

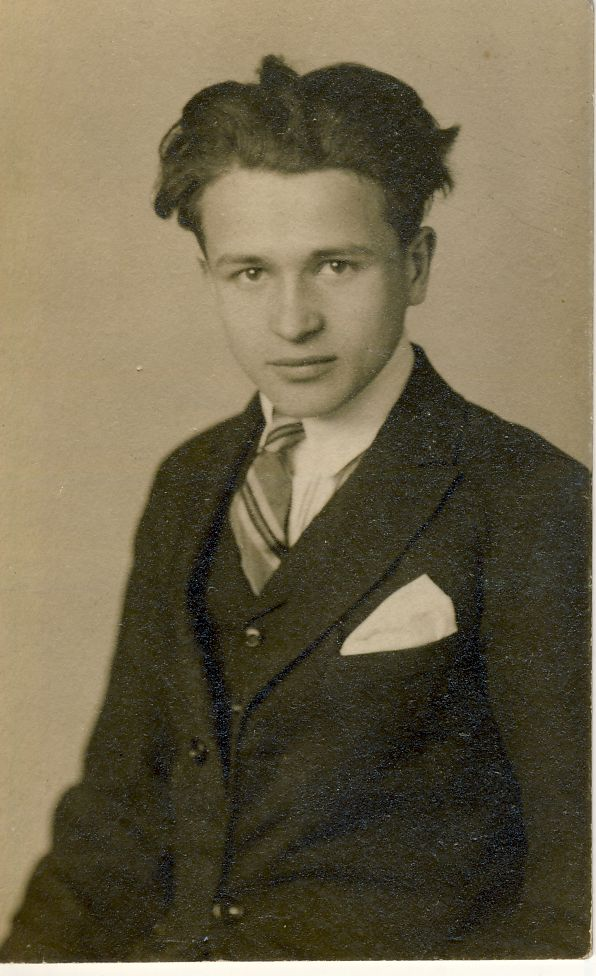
Der junge Poet

Béla Vihar [ˈbeːlɒ ˈvihɒr] (* 23. Mai 1908 in Hajdúnánás, Österreich-Ungarn; † 24. November 1978 in Budapest) war ein ungarischer Schriftsteller, Poet und Journalist.

## Leben
Béla Vihar wurde in Hajdúnánás geboren. Er lebte in Budapest. Seine Gattin war Magda Widder, die Tochter des Malers Félix Bódog Widder. Ihre Tochter ist Literaturprofessorin Judit Vihar.

## Werke (Auswahl)
- Út önmagadtól (Gedichte, 1933)
- A szerelem születése (Gedichte, 1958)
- Baráti asztal (Gedichte, 1960)
- Önarckép 1962 (Gedichte, 1962)
- A négy felelet (Gedichte, 1965)
- Párbeszéd az idővel (Gedichte, 1968)
- Kígyóének (1970)
- Küzdelem az angyallal (Gedichte, 1973)
- Szamárháton (Gedichte, 1976)
- Egy katona megy a hóban (1978)
- Az alkonyat kapujában (1980)
- Elröppent lakodalom (ausgewählte Gedichte, 1984)

## Auszeichnungen
- 1965: Imre Madách Preis
- 1966: Attila-József-Preis